# Altogermánico central
El grupo altogermánico central a veces llamado alemán central (Mitteldeutsch) es un grupo de variedades altogermánicas habladas desde Renania, al oeste, hasta los antiguos territorios orientales de Alemania.

## Historia
El alto alemán central se divide en dos subgrupos: el occidental y el oriental. El alto alemán central se distingue por haber experimentado sólo la primera y cuarta fases de las mutaciones consonánticas típicas del altogermánico. Se habla en una región de transición separada del norte de Alemania (donde se habla bajogermánico y bajofranconio) por la isoglosa dada por la línea de Benrath. Esta región está separada del sur de Alemania (alto alemán superior) por la línea de Espira.
El alemán superior central se habla en grandes ciudades alemanas como Berlín, Bonn, Colonia, Düsseldorf y Frankfurt. Esta región corresponde a la región geológica de los altos centrales y se extiende desde las tierras bajas del norte de Alemania hasta los Stufenland suroeste, incluyendo los estados de Sarre, Renania-Palatinado, Hesse, Turingia y Sajonia.

## Clasificación
- Alto alemán central occidental (Westmitteldeutsch), parte del grupo franconio
  - Franconio central (Mittelfränkisch)
    - Fráncico ripuario (Ripuarisch)
    - Franconio del Mosela (Moselfränkisch)
    - Luxemburgués (Lëtzebuergesch), también considerado una variante del franconio del Mosela.
    - Fráncico lorenés (Lothringisch), también considerado una variante del franconio del Mosela (francique lorrain)

  - Franconio del Rin (Rheinfränkisch)
    - Alemán del Palatinado (Pfälzisch)
    - Hessiano septentrional (Nordhessisch)
    - Hessiano oriental (Osthessisch)
    - Hessiano central (Mittelhessisch)
- Alto alemán central oriental (Ostmitteldeutsch)
  - Turingio (Thüringisch)
  - Alto sajón (Obersächsisch), Erzgebirgisch
  - Alto sajón septentrional (Nordobersächsisch)
  - Lausitzisch-Neumärkisch,[1] también en la región sorbia
  - Alto alemán central hablado en los antiguos territorios alemanes orientales:
    - Silesiano (Schlesisch), prácticamente extinto
    - Alto prusiano (Hochpreußisch), casi extinto